# عبد الله بن قعود
عبد الله بن حسن بن محمد بن حسن بن عبد الله بن قعود (7 رمضان 1343هـ– 8 رمضان 1426هـ) هو عالم دين سعودي وعضو هيئة كبار العلماء وعضو اللجنة الدائمة للإفتاء، ولديه العديد من المؤلفات والأبحاث المطبوعة والمنشورة.

## نشأته
نشأ منذ نعومة أظافره في بيت محافظ ثري بين والديه فأدخله والده الكُتاب فتعلم مبادئ الكتابة وقراءة القرآن لدى الشيخ محمد بن سعد آل سليمان، وذلك في آخر العقد الأول من عمره وأول الثاني، ثم حفظ القرآن بعد ذلك وبعض مختصرات شيخ الإسلام ابن تيمية والإمام محمد بن عبد الوهاب على يد قاضي البلد آنذاك الشيخ عبد العزيز بن إبراهيم آل عبد اللطيف (من أهل شقراء).
وبعد أن شبّ وأدرك تاقت نفسهِ للعلم فرحل في طلبه إلى «الدلم» حيث لازم الشيخ عبد العزيز بن عبد الله بن باز أربع سنين من صفر 1367هـ وحفظ عليه متوناً علمية من أمهات المتون كالعقيدة الواسطية وكتاب التوحيد وبلوغ المرام والآجرومية، وكثيرا من ألفية ابن مالك ونخبة الفكر وغيرها من المتون التي كانت تُدرس في ذاك الزمان.
ولما افتتح المعهد العلمي في مطلع عام 1371هـ التحق به، وتخرج في كلية الشريعة عام 1377هـ وكان من مشايخه في الدراسة النظامية:
الشيخ عبد الرزاق عفيفي الذي توثقت صلته بهِ بعد الدراسة فاستفاد من آرائه، كما زامله في اللجنة الدائمة للإفتاء وهيئة كبار العلماء، ومن مشايخه في هذه الفترة الشيخ محمد الأمين الشنقيطي، والشيخ عبد الرحمن الإفريقي وكلاهما من أساتذة المعهد العلمي، كما تتلمذ في علم التجويد على الشيخ سعد وقاص البخاري في مكة المكرمة بعد حج سنة 1370هـ.

## أعماله
- في 4/5/1375هـ عين مدرساً بالمعاهد العلمية.
- وفي 9/5/1379هـ انتقل إلى وزارة المعارف مفتشاً للمواد الشرعية بالمرحلة الثانوية.
- وفي 8/11/1380هـ انتقل إلى ديوان المظالم عضواً قضائياً شرعياً.
- وفي 1/4/1397هـ انتقل إلى رئاسة إدارات البحوث العلمية والإفتاء وعمل بها عضواً في اللجنة الدائمة للإفتاء المنبثقة من هيئة كبار العلماء بجانب عضويته في الهيئة.
- وفي 1/1/1406هـ أحيل للتقاعد.

كما عمل متعاوناً مع جامعة الملك سعود في إلقاء محاضرات لطلاب الدراسات العليا بقسم الدراسات الإسلامية بكلية التربية.
كما أن للشيخ جهوداً ملحوظة في مجال الخطابة حيث عين في 20/8/1378هـ إماماً وخطيباً لمسجد المشيقيق بالرياض.
- وفي 1/1/1391هـ عين خطيباً لجامع المربع إلى أن توقف بسبب أعمال الترميم في الجامع آخر سنة 1418هـ.

## تلاميذه
رتب الشيخ دروساً علمية في ثلاثة أيام في الأسبوع السبت والاثنين بعد صلاة المغرب، وبعد صلاة الجمعة في الكتب التالية:
تيسير العزيز الحميد شرح كتاب التوحيد، الدين الخالص، مختصر الصواعق المرسلة، بلوغ المرام وشرحه سبل السلام، صحيح مسلم، اقتضاء الصراط المستقيم، وقريء عليه في تفسير ابن كثير، وزاد المعاد، وصحيح البخاري، وكتب كثيرة في فنون شتى.

### ومن أبرز تلاميذه
1. أحمد بن صالح العبد السلام.
2. بدر بن عبد الله الفلاج.
3. بدر بن ناصر البدر.
4. حبيب زين العابدين (وكيل وزارة الأشغال العامة والإسكان سابقا)
5. حسين بن محمد المجرشي.
6. حمد بن عبد العزيز العاصم.
7. حمد بن عبد المحسن التويجري.
8. خالد بن محمد الغامدي.
9. خالد بن معوّض المطيري.
10. رجاء بن هلال الحارثي.
11. سعد بن إبراهيم الحيدر.
12. سعد بن تركي الخثلان.
13. سعد بن عبد الله الحميد.
14. سعد بن فلاح العريفي.
15. سعد بن محمد المهنا.
16. سعد بن مطر العتيبي.
17. سلطان بن عبد المحسن الخميس.
18. صالح خلف الحمصي.
19. الشيخ صالح بن عبد العزيز آل الشيخ وزير الشوون الإسلامية سابقا
20. طاهر بن محمد المجرشي.
21. عبد الرحمن بن عبد الله حجازي.
22. عبد العزيز بن عبد المحسن التركي.
23. عبد العزيز بن علي بن نوح.
24. عبد العزيز بن ناصر الجليل.
25. عبد الله بن سليمان آل مهنا.
26. عبد الرحمن بن حمد بن محمد آل الشيخ.
27. عبد الله بن عبد المحسن التويجري.
28. عبد المحسن بن عبد العزيز العسكر.
29. عبد المحسن بن عبد الله الزكري.
30. علي بن إبراهيم اليحيى.
31. غالب بن محمد المزروع.
32. فهد بن عثمان الباز.
33. عيسى بن درزي المبلع.
34. فهيد بن محسن القحطاني.
35. ماجد بن محمد المرسال.
36. مبارك بن محمد القحطاني.
37. محمد إسماعيل المقدم.
38. محمد بن سليمان آل مهنا.
39. محمد بن صالح المقبل.
40. محمد محمود الشريف.
41. محمود حسين كنهوش.
42. ناصر بن عبد المحسن العنيق.
43. ناصر بن محمد العبد الله.
44. نايف بن محمد العصيمي.
45. يوسف بن محمد العتيق.
46. محمد بن رفيق العجمي
47. عادل بن طاهر المقبل
48. محمد حسين يعقوب

## وفاته
أصيب بمرض في رأسه أُجري له بسببه أكثر من عملية في الرأس، وعلى إثر هذا المرض لزم الفراش مدة ست سنين تقريباً، وكف بصره، فتوفي الساعة التاسعة تقريباً صباح يوم الثلاثاء 8 رمضان 1426هـ.
وصُلي عليه بعد صلاة العصر في جامع الإمام تركي بن عبد الله بمدينة الرياض، أم المصلين الشيخ عبد العزيز بن عبد الله آل الشيخ مفتي عام المملكة العربية السعودية ورئيس هيئة كبار العلماء ورئيس إدارة البحوث العلمية والإفتاء، وحضر الصلاة عندما كان أمير منطقة الرياض الملك سلمان بن عبد العزيز وجمع من المشايخ وأعداد غفيرة من المصلين امتلأ بهم الجامع، ودفن في مقبرة العود.